# Завод Цегельського
Завод Цегельського (пол. H. Cegielski — Poznań S.A. (HCP)) — польська машинобудівна компанія, розташована у місті Познань . 

## Історія
Компанія була заснована в 1846 році Іполітом Цегельським і спочатку займалася металообробкою. З 1849 по 1855 роки підприємство займалося ремонтом сільськогосподарського інвентарю, а в 1855 році, у зв'язку з необхідністю розширення (підприємство розташовувалося біля готелю «Bazar»), переміщається на іншу вулицю міста - Коза (ul. Kozią). Компанія крім ремонту, починає випускати сільгосптехніку, що призводить до необхідності подальшого розширення і в 1859 році підприємство переміщається на Збройну вулицю (ul. Strzelecką). 
З 1860 року в нових будівлях заводу починається випуск локомобілів (переважно тракторів). У 1868 році помирає Іпполіт Цегельський, який залишив нащадкам динамічну компанію, в якій за даними на 1869 рік працювало близько 300 чоловік.
Незабаром помирає Владислав Бентовскі — один із співвласників, в результаті чого в 1880 році власником стає син Іполіта Цегельського — Стефан, а компанія стала називатися «Fabryką Machin i Urządzeń Rolniczych H. Cegielski w Poznaniu». Внаслідок фінансових труднощів, у 1889 році Стефан Цегельський був змушений перетворити компанію на акціонерне товариство. У зв'язку з цим, компанія змінює назву на «H. Cegielski Towarzystwo Akcyjne w Poznaniu» («Акціонерна компанія Цегельського в Познані»). У 1911 році частина підприємства переміщається на Головну вулицю (ul. Główną).
У 1919 році компанія придбала приміщення фабрики Юліуса Моегеліна заводу Паулюса і заводу «Термоелектромотор», а через рік купила приміщення фабрики братів Лессерів.
З 1921 року розпочато будівництво товарних, а з 1928 року пасажирських вагонів. Залізничні вагони випускалися до 1960-х років.
У період з 1926 по 1932 рік було побудовано 164 паровоза Ty23, розробленого на початку 1920-х років під керівництвом інженера Вацлава Лопушинського. В 1927 році був створений перший цілком польський паровоз OKL27.
У 1927 році компанія була перейменована в «H. Cegielski Spółka Akcyjna w Poznaniu».
У 1934 році розпочато виробництво моторних вагонів «Люкс-Торпеда».
В 1930-1940-х роках на заводі Цегельського розвивалося виробництво котельного та холодильного обладнання. Вироблялися залізні конструкції, ангари, радіобашти і газові резервуари.
Під час німецької окупації (1939-1944) під управлінням Deutsche Waffen und Munitionsfabriken (DWM) заводи виконували різні замовлення німецької армії.
Після війни фабрика була націоналізована, в 1949 році, назву було змінено на «Złłady Metalowe im. Józefa Stalina — Познань» (ZISPO) — «Підприємства ім. Сталіна — Познань».
У період 1949-1957 років за замовленням МШС СРСР було побудовано 910 паровозів Ер. Загалом до 1958 року заводами Цегельського було побудовано 2627 паровозів.
28 червня 1956 року робочі вагонобудівного заводу вийшли на вулиці Познані з протестом проти умов праці та оплати. Ці події зараз відомі як «Познанський червень» (Poznański Czerwiec).
1 листопада того ж року назву підприємства було змінено на «Złłady Przemysłu Metalowego H. Cegielski w Poznaniu, Państwowy Przedsiębiorstwo».
У 1956 році почалося виробництво двотактних суднових двигунів на ліцензії Sulzer Brothers Ltd. (зараз Wӓrtsilӓ). У 1959 році почалося виробництво двигунів за ліцензією данської компанії Burmeister and Wain (зараз MAN Diesel&Turbo). В подальшому випускалися суднові двигуни потужністю від 120 до 27 000 к.с. Зокрема дизелі заводів Цегельського встановлені на лайнері «Михайло Лермонтов».
У 1966 році Познанський машинобудівний металообробний комбінат нагороджений орденом «Прапор Праці» 1-го ступеня.
У 1970 році почалося виробництво тепловозів SP45, SU46, SP47 і електровозів ET41, EU07 і EM10.
В 1995 році компанія була перетворена в державну компанію під назвою H. Cegielski — Poznan SA, а в 1996-1999 роках в результаті структурних змін було розділено на 9 філій.
У 1997 році на базі Локомотиво і вагонобудівного заводу (Fabryki Lokomotyw i Wagonów) було створено підприємство «Г. Цегельський — Завод рейкових транспортних засобів» (H. Cegielski — Fabryka Pojazdów Szynowych Sp. z o.o).
В результаті реструктуризації в 2010-2012 роках, була створена HCP Capital Group, що об'єднує 4 компанії.